# Dmitriy Byakov
Dmitriy Byakov (9 de Abril de 1978) é um ex-futebolista cazaque. Joga atualmente pelo clube FC Almaty.

## Carreira internacional
Dmitriy jogou pela primeira vez pelo Cazaquistão em 2000. Ele foi o maior artilheiro do Cazaquistão no apuramento para a Euro 2008, marcando 5 golos contra o Azerbaijão, Finlândia, Bélgica, Polónia e Portugal, três dos quais fora gols.